# 圣米歇尔德沙韦涅
圣米歇尔德沙韦涅（法語：Saint-Michel-de-Chavaignes，法語發音：[sɛ̃ miʃɛl də ʃavɛɲ]）是法国萨尔特省的一个市镇，属于马梅尔斯区。

## 地理
圣米歇尔德沙韦涅（48°1'6"N, 0°34'21"E）面积18.37 平方千米，位于法国卢瓦尔河地区大区萨尔特省，该省份为法国西北部内陆省份，北起顺时针与奥恩省、厄尔-卢瓦省、卢瓦-谢尔省、安德尔-卢瓦尔省、曼恩-卢瓦尔省和马耶讷省接壤，是法国大西部的入口，连接卢瓦尔河谷、布列塔尼和巴黎盆地。
与圣米歇尔德沙韦涅接壤的市镇（或旧市镇、城区）包括：多隆、迪埃河畔托里涅、布卢瓦尔、梅里兹河畔勒布雷伊、库德勒雪。

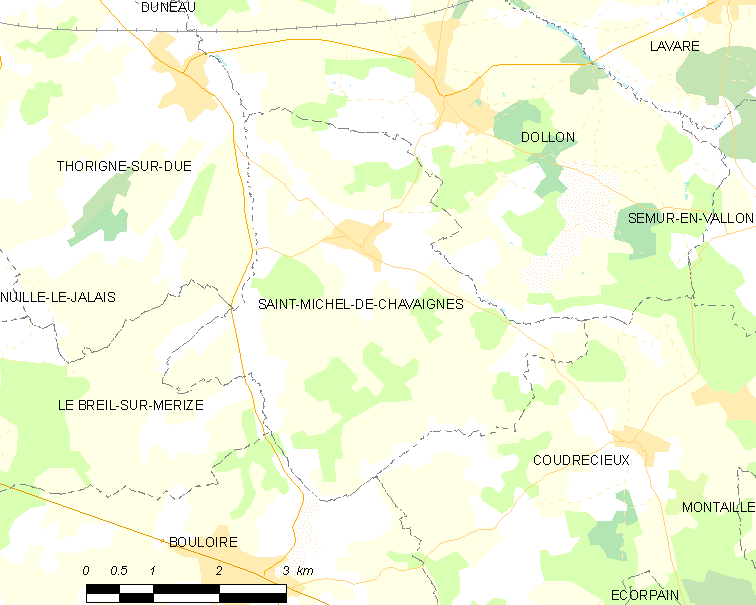
圣米歇尔德沙韦涅的OSM定位图

圣米歇尔德沙韦涅的时区为UTC+01:00、UTC+02:00（夏令时）。

## 行政
圣米歇尔德沙韦涅的邮政编码为72440，INSEE市镇编码为72303。

## 政治
圣米歇尔德沙韦涅所属的省级选区为圣卡莱县。

## 人口

1962-2008年间圣米歇尔德沙韦涅人口变化图示

圣米歇尔德沙韦涅于2022年1月1日时的人口数量为740人。